# Peridinium
A Peridinium mozgó, tengeri és édesvízi páncélos ostorosok nemzetsége. Morfológiája a páncéllal rendelkező páncélos ostorosokéhoz hasonló, és gyakran használják a páncélos ostorosok szerkezetének rajzaiban. Átmérője 30–70 μm, páncéllemezei gyakran nagyon vastagok.

## Morfológia
Cellulózhéj veszi körül, és 2 ostora van. A héj laminaribiózból és laminaritriózból áll, köztük β-1,4- és β-1,3-kötésekkel. A sejttest erősen polarizált, és megkülönböztethető apikális és antapikális vagy dorzális és ventrális oldala. Héját epikónuszra és hipokónuszra osztja középső szakasza, az öv (más néven cingulum)). Az ostorok két eltérő irányba mutatnak, egyik a középső részt veszi körül, a másik a hipokónusz longitudinális nyílásában van. A plasztiszt 3 membrán veszi körül, és számos plasztiszeredetű sejtszervecskéje, például pirenoid és szemfolt is megtalálhatók benne. Ez bizonyítja, hogy ezek szekunder endoszimbiózisból származnak. A mitokondrium membránja csőszerű. A trichociszta révén védekezik ragadozókkal szemben.

## Életciklus
Haplonta életciklusú: vegetatív sejtjei haploidok, és ivarosan vagy ivartalanul szaporodnak. Csak nyugvó állapot előtt alkotnak zigótát.
Az ivartalan ciklusban a haploid vegetatív sejt héja leválik a mitózis előtt, majd 2 utódsejtet hoz létre mitózissal. Ennek során a mag kromoszómái kondenzálódnak, de az endoszimbiontáéi nem. Mikor a mag ketté kezd válni, az endoszimbionta magja áthalad a mélyedés és a saját mag közt, majd azt is kettéválasztja a mélyedés.
Ivaros életciklusban ivarsejtjei azonos méretűek (izogámia), egyesüléskor nyugvó planozigóta keletkezik. Ezután a zigóta meiózison megy át. Ez először egy 2 diploid magvú sejtet hoz létre citokinézis nélkül, majd aszinkron magosztódás történik az egyik magban. Egy mag a citokinézis előtt újabb meiózison megy át, 3 magvú állapotot létrehozva, ezután az első meiózis citokinézise véget ér, a hárommagvú sejt diploid és két haploid sejtre osztódik. A második meiózis citokinézise végén 4 haploid utódsejt keletkezik.
A Peridinium leggyakoribb életszakasza a mozgó haploid szakasz. Tavasztól nyárig a haploid ivarsejt-létrehozó sejtek mitózissal ivarsejteket hoznak létre, melyek diploid planozigótává egyesülnek. Ezek szesszilis hipnozigótát alkotnak, majd lerakódnak a téli nyugváshoz. 1 év után a hipnozigóták tavasszal csíráznak, haploid vegetatív sejteket adva.
Cisztaképzését jelentősen befolyásolja a hőmérséklet és a nitrogénszint, a hőmérséklet ezenkívül a foszforszint hatását is befolyásolja: Grigorszky  et al. 2006-os tanulmánya szerint a hőmérséklet és a nitrogénszint a legfontosabb tényezők e téren, a foszforszint viszont csak 22 °C-on bizonyult a cisztaképzést befolyásoló tényezőnek.

## Ökológia
A Peridinium gatunense-virágzásokat az izraeli Kinneret-tóban fedezték fel annak színváltozása révén 1960-ban. A virágzás oka, hogy a szerves anyagok a tengerbe ürülnek minden tavasszal, melyek a kovamoszatokat táplálják, növelve populációjukat. Így a Peridinium planozigótái nyugalma megszűnik, és több ezer vegetatív sejtet bocsátanak ki kovamoszatevéssel. 1960–1996 közt minden tavasszal csúcshoz ért a virágzás mintája, de 1996-tól a virágzás megtört. Ennek oka lehet a magas hőmérséklet, egy versenytárs (például Chytridiomycota- vagy Microcystis-faj) vagy a folyó vízáramlását befolyásoló humán aktivitás. A növekedési sebesség és a sejtmennyiség csökkenése sem okoz cisztaképzést.
A hőmérséklet, a sugárzás és a nitrogéntartalom jelentősen befolyásolják fajai cisztaképzését: bár a nitrogén-, foszfor- és vashiány egyaránt cisztaképzést okoznak, de a nitrogén kapcsolata a legjelentősebb a cisztaképzéssel. Ennek ellenére saját tápanyagaikkal – például aminosavakkal, fehérjékkel, nitráttal, ammóniumionnal vagy nukleinsavakkal – képesek fajai az eredeti sejtszám több mint 16-szorosára növekedni.
Többek közt papucsállatkafajokhoz hasonlóan rendelkezik a Caedimonadaceae kládba tartozó Caedimonas varicaedens fajjal, azonban a Paramecium aurelia fajkomplexumtól eltérően nem okoz toxintermelést okozó „gyilkos tulajdonságot”.

## Jelentőség
Káros virágzásra lehet képes: például Guam partjai mentén, a Tumon-öbölben több évszázada ismertek többek közt a Scrippsiella, Peridinium, Gymnodinium nemzetségek virágzásai, melyet „Sanvitores vérének” neveznek.

## Fordítás
Ez a szócikk részben vagy egészben  a   Peridinium című angol Wikipédia-szócikk ezen változatának fordításán alapul.  Az eredeti cikk szerkesztőit annak laptörténete sorolja fel. Ez a jelzés csupán a megfogalmazás eredetét és a szerzői jogokat jelzi, nem szolgál a cikkben szereplő információk forrásmegjelöléseként.